# Шейман, Валерий Сергеевич
Валерий Сергеевич Ше́йман (15 июня 1950, Дзауджикау, РСФСР) — советский и российский театральный актёр, педагог. Народный артист России (2003). Лауреат Государственной премии России (2002).

## Биография
Родился в Дзауджикау Северо–Осетинской АССР (в настоящее время — Владикавказ). С детства приобщился к спорту и искусству, полюбил театр. В 1975 году окончил актёрский факультет РАТИ, учился у И. М. Раевского и П. О. Хомского.

### Актёрская карьера
По окончании вуза начал профессиональную карьеру в Ульяновском областном драматическом театре. За долгие годы работы исполнил более 85 ролей ролей, в том числе сыграл в спектаклях «Моя парижанка» по пьесе Ламурё, «Князь» по роману Достоевского «Бесы», «Гамлет» и «Двенадцатая ночь» по пьесам Шекспира, «Монархи» по пьесе Толстого, «Орфей спускается в ад» по пьесе Уильямса, «В день свадьбы» по пьесе Розова, «Три мушкетёра» по пьесе Розовского на основе романа Дюма, «Золушка» по пьесе Шварца, «Женитьба» по пьесе Гоголя, «Жорж Данден» по пьесе Мольера, «Трёхгрошовая опера» по пьесе Брехта (Мэкки-Нож), «Чайка» по пьесе Чехова, (Клавдий), «Дьявол и Господь Бог» по пьесе Сартра,  «Павел I» по пьесе Мережковского.
В 1987 году Шейман назначен главным режиссёром и художественным руководителем театра.
В 2006 году Валерий Шейман перешёл в труппу московского театра «У Никитских ворот». В качестве актёра участвовал в спектаклях «Вишневый сад», «Дядя Ваня» по пьесам Чехова, «Выпивая в одиночестве» по пьесе Тода, «Гамлет» и «Ромео и Джульетта» по пьесам Шекспира, «Дело корнета Елагина» по рассказу Бунина, «История лошади» по повести Л. Н. Толстого «Холстомер», «О, милый друг!» по роману Ги де Мопассана, «Харбин-34» и «Папа, мама, я и Сталин» по пьесам Розовского, «Я, бабушка, Илико и Илларион» по роману Думбадзе. В спектакле «Выпивая в одиночестве» также выступил в качестве режиссёра.
С 2006 года снимается в кино и на телевидении. Участвовал в телесериалах «Моя любимая ведьма» (2006), «Москва. Три вокзала» (2010—2012), «Нераскрытые дела» (2011—2012), «Анна-детективъ» (2016), «Без срока давности» (2012), фильме «Мишень» (2008).

### Преподавательская карьера
С 1995 года работал доцентом кафедры «Актёрское искусство» Ульяновского государственного университета. С 2003 года является и. о. профессора.

### Семья
- Жена — Валентина Савостьянова, актриса, заслуженная артистка РФ[2].
- Дочь — Екатерина, подполковник юстиции[2].

## Награды
- 1988 — Заслуженный артист РСФСР[3].
- 2002 — Государственная премия Российской Федерации в области литературы и искусства 2001 года[4].
- 2003 — Народный артист Российской Федерации[5].
- 2006 — Благодарность Министра культуры и массовых коммуникаций Российской Федерации — за многолетнюю творческую деятельность, большой клад в развитие театрального искусства и в связи с 220-летием со дня основания Ульяновского областного драматического театра[6].

## Признания
- Его имя занесено на Аллее Славы у Ульяновского областного драматического театра.

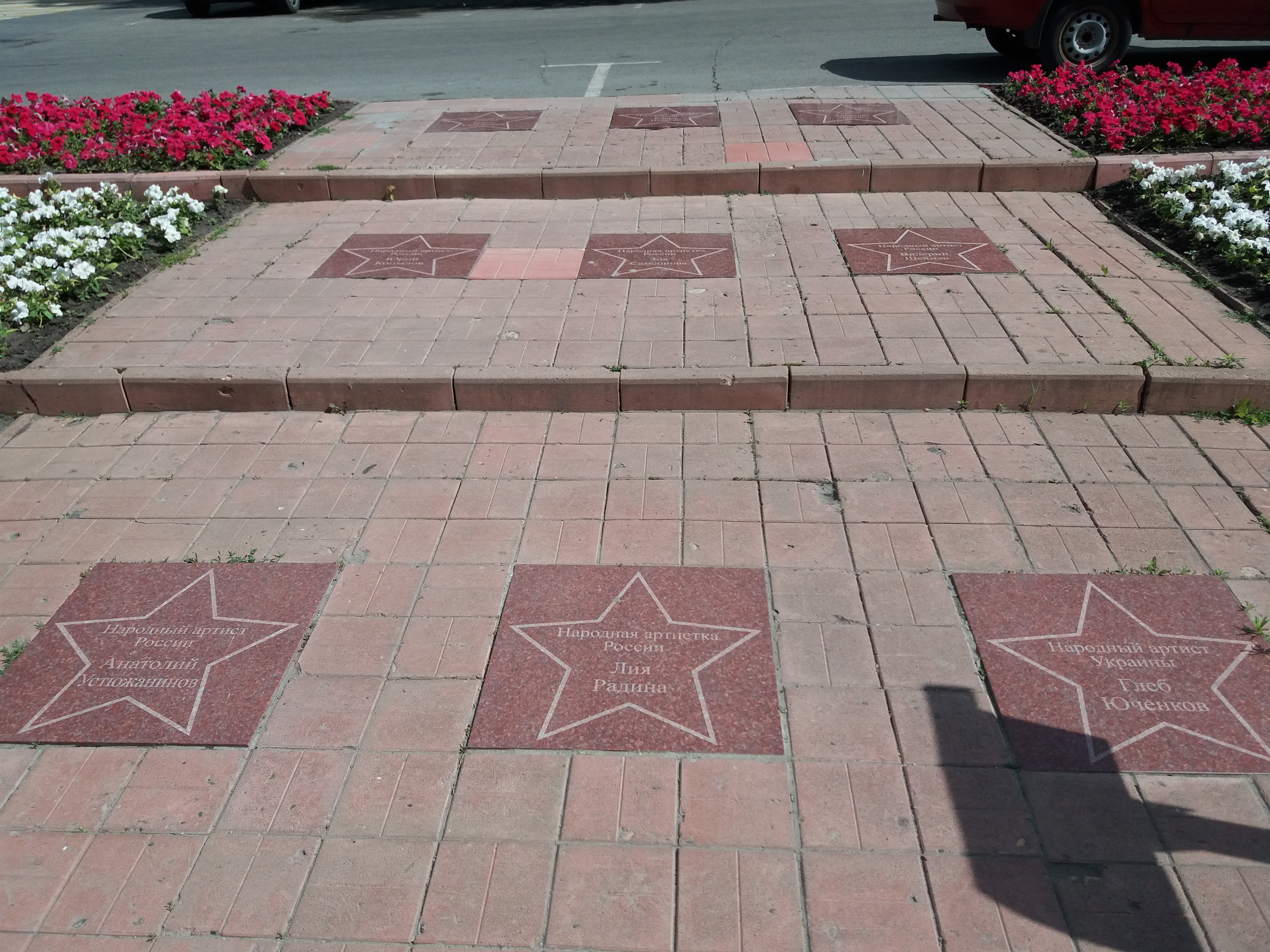
Аллея Славы драмтеатра.
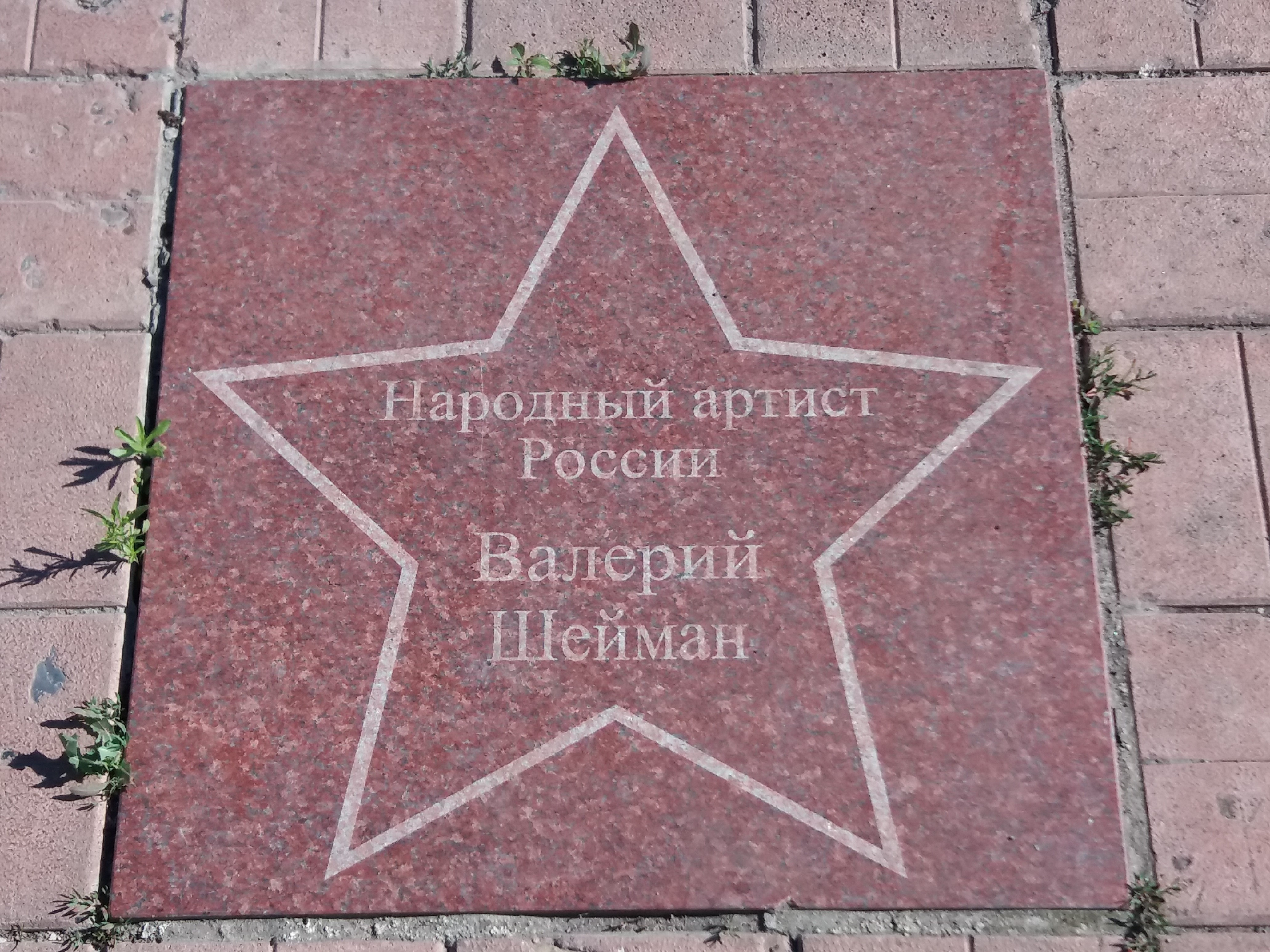
"Звезда - Валерий Шейман" на аллеи Славы.